# Toesca (station)
Toesca är en tunnelbanestation i tunnelbanesystemet Metro de Santiago i Santiago, Chile. Nästföljande station i riktning mot Vespucio Norte är Los Héroes och i riktning mot La Cisterna är Parque O'Higgins.